# Остахово
Остахово — село в Вологодском районе Вологодской области.
Входит в состав Кубенского сельского поселения (с 1 января 2006 года по 8 апреля 2009 года было центром Несвойского сельского поселения), с точки зрения административно-территориального деления — центр Несвойского сельсовета.
Расстояние до районного центра Вологды по автодороге — 40 км, до центра муниципального образования Кубенского по прямой — 11 км. Ближайшие населённые пункты — Паутово, Путятино, Демино, Татарово, Павлово.
В 2011 г учтено постоянных жителей 530. Преобладающая национальность — русские (99 %).